# Hutchinson (New Jersey)
Hutchinson – jednostka osadnicza w Stanach Zjednoczonych, w stanie New Jersey, w hrabstwie Warren.